# Gudrun Beckmann
Pour les articles homonymes, voir Beckmann.
Gudrun Beckmann, née le 17 août 1955 à Düsseldorf, est une nageuse ouest-allemande.
Lors des Jeux olympiques de 1972 se tenant à Munich, elle est médaillée de bronze du relais 4 × 100 mètres nage libre et du relais 4 × 100 mètres quatre nages ; elle est aussi septième de la finale du 100 mètres papillon. Aux championnats du monde 1973 à Belgrade, elle est à nouveau troisième sur ces deux relais.
Elle dispute aussi les Jeux olympiques de 1976 ; elle est éliminée au premier tour des relais 4 × 100 mètres quatre nages et nage libre ainsi que du 100 mètres papillon.
Elle est médaillée d'argent du 100 mètres papillon à l'Universiade d'été de 1977 à Sofia.